# Xylorhiza (Asteraceae)
Xylorhiza là một chi thực vật có hoa trong họ Cúc (Asteraceae).

## Loài
Chi Xylorhiza gồm các loài: